# پرستار (فیلم ۱۹۱۲)
«پرستار» (انگلیسی: The Nurse (1912 film)) یک فیلم است که در سال ۱۹۱۲ منتشر شد. از بازیگران آن می‌توان به ماری مایلز مینتر اشاره کرد.